# Heleomyza
Heleomyza är ett släkte av tvåvingar. Heleomyza ingår i familjen myllflugor.

## Dottertaxa tillHeleomyza, i alfabetisk ordning[1][2]
- Heleomyza aldrichi
- Heleomyza angusta
- Heleomyza arenaria
- Heleomyza bisetata
- Heleomyza borealis
- Heleomyza breviciliata
- Heleomyza captiosa
- Heleomyza carolinensis
- Heleomyza chilensis
- Heleomyza czernyi
- Heleomyza difficilis
- Heleomyza elongata
- Heleomyza eoa
- Heleomyza fasciata
- Heleomyza frigida
- Heleomyza fusca
- Heleomyza genalis
- Heleomyza hackmani
- Heleomyza iwasai
- Heleomyza koslovi
- Heleomyza maculipennis
- Heleomyza modesta
- Heleomyza mongolica
- Heleomyza nebulosa
- Heleomyza pallidiceps
- Heleomyza pleuralis
- Heleomyza sajanensis
- Heleomyza serrata
- Heleomyza setulosa
- Heleomyza stelleri
- Heleomyza tristissima
- Heleomyza velutina